# Die sieben Frechdachse
Die sieben Frechdachse ist ein gut halbstündiges deutsches Stummfilmlustspiel aus dem Jahre 1916 aus der Produktion Heinrich Bolten-Baeckers mit Melita Petri, Leo Peukert und Herbert Paulmüller in den Hauptrollen.

## Handlung
Melitta, eine Operettensängerin, und der junge Doktorand Leo Meyer lernen sich eines Tages in einem Kaffeehaus kennen und verlieben sich rasch ineinander. Da sie bei ihrem Kennenlern-Rendezvous ihre kleine Handtasche liegengelassen hat, ergibt sich für Leo sogleich eine ideale Gelegenheit, Melitta aufzusuchen und wiederzusehen. Infolgedessen lernen sich die beiden jungen Leute rasch kennen, und nachdem Leo seinen Doktor in der Tasche hat, findet er, dass man heiraten sollte. Deshalb möchte Leo seine Zukünftige sogleich seinem sittenstrengen Vater vorstellen. Doch er erscheint zu einem denkbar ungünstigen Moment, denn der Vater hat Besuch von seinem alten Freund Isidor Knautschenbach, der mit seiner häuslichen und nicht sonderlich ansehnlichen Tochter Thusnelda vorbeigekommen ist. Die beiden Väter sind sich recht bald einig, dass Leo und Thusnelda doch eigentlich gut zusammenpassen würden. Diese erweist sich rasch als ziemlich aufdringlich, und Leo sucht daher sein Heil in der überstürzten Flucht. Um seinem Vater und dessen Verkupplungsabsichten zu entkommen, erklärt Leo Melitta, dass er nun auch zum Theater gehen wolle, wohl wissend, dass Vater Meyer dies niemals billigen würde.
Gesagt, getan. Melitta, die ihren Zukünftigen ob seiner Absicht zunächst ausgelacht hatte, folgt an seiner Seite zur Bühne zurück, wo sich Leo Meyer in leicht veränderter Namensgebung als Leo Remey einen Ruf als Verwandlungskünstler macht. Mit Melitta als Partnerin feiert er große Erfolge. Vater Meyer kommt erst spät dahinter, dass es sich bei diesem Herrn Remey um seinen eigenen Sohn handelt: Eine Zeitung hatte nach drei Monaten von einem Sensationserfolg berichtet, und Knautschenbach informierte daraufhin seinen alten Freund. Mit Zornesröte im Gesicht will der Alte seinen Sohn und dessen Frau besuchen, um beiden den Marsch zu blasen. Doch das Paar hat als professionelle Verwandlungskünstler mittlerweile so viel Erfahrung gesammelt, dass sie den ahnungslosen Meyer senior nach allen Regeln der Kunst veralbern. In sieben verschiedenen Verkleidungen – die titelgebenden sieben Frechdachse – spielen sie ihm die unterschiedlichsten Charaktere vor, die ihn teils unterhalten, teils aber auch erschrecken. Dann kommt es zur Auflösung, und Leo und Melitta geben sich als sie selbst zu erkennen. Der anfangs erboste Papa Meyer gibt dem Paar nun seinen väterlichen Segen.

## Produktionsnotizen
Der Film gehört zu einer Reihe von zumeist kurzen Lustspielen, die der Produzent Heinrich Bolten-Baeckers während des Ersten Weltkriegs mit seinen drei Hausstars Melita Petri, Leo Peukert und Herbert Paulmüller herstellte. Die sieben Frechdachse passierte die Zensur im Mai 1916 und wurde im selben Monat an den Kammerlichtspielen Berlins aufgeführt. Der Zweiakter (in Österreich-Ungarn Dreiakter) besaß (bei seiner Wiener Premiere) eine Länge von etwa 700 Meter.
Melita Petri wurde in der Filmwerbung häufig auch als Melitta Petri angekündigt. Sie hatte seit ihrer Übersiedlung von Stuttgart, wo sie zuvor am Residenztheater gespielt hatte, nach Berlin zu Beginn des Ersten Weltkriegs bis 1919 intensiv gefilmt.

## Kritik
Die Kinematographische Rundschau nannte den Film einen „tollen Schwank“ und lobte die Darstellung als „äußerst lustig und humorvoll“.